# Belváros (Kolozsvár)

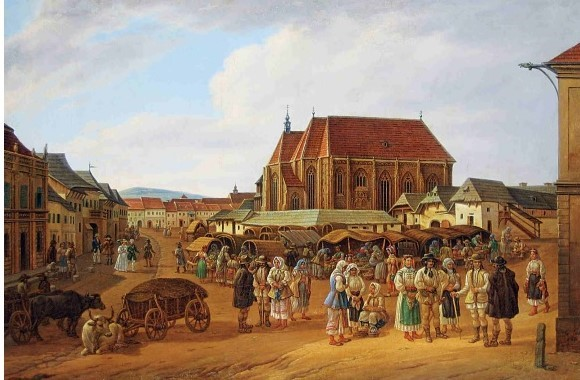
Kolozsvár főtere a 19. század elején

Kolozsvár belvárosa a régi történelmi városmag a Kis-Szamos jobb partján. Utcáin és terein reneszánsz, barokk, klasszicista és szecessziós műemlékek sorakoznak. A város történelmi központja a romániai műemléke jegyzékében a CJ-II-a-A-07244 sorszámon szerepel. 1990 után több új épület (főleg banki székházak) tarkítja az összképet.
A fejezetcímekben az utcák elnevezése a kolozsvári magyar szóhasználatot tükrözi, de a szövegben megtalálható a hivatalos elnevezés is.

## Fő tér

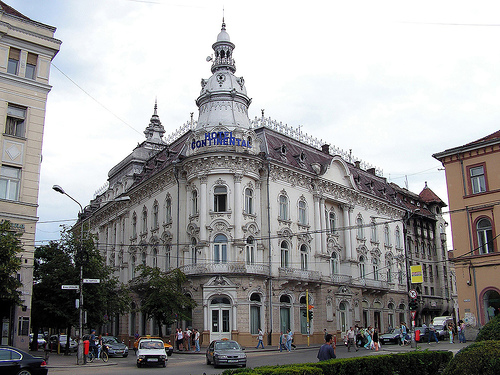
A New York-palota (ma Continental-szálló)

Eredeti neve Nagypiac (románul Piața Unirii, vagyis Egyesülés tér). A tér közepén található a város legismertebb műemléke, a Szent Mihály-templom, mellette Fadrusz János alkotásával, a Mátyás király-emlékművel.
A Jósika-palotát a kolozsváriak hagyományosan lábasházként emlegetik. Régi diákbabona, hogy vizsga előtt nem szabad áthaladni az erkélyt tartó oszlopok között, mert ez biztos bukást jelent.
A 19. század végén Pákey Lajos tervezte a New York palota (jelenleg Continental szálloda) épületét. Ez volt a város irodalmárainak, művészeinek törzshelye.
A klasszicista régi városháza építését 1843-ban kezdték el Kagerbauer Antal tervei alapján.
A Bánffy-palota az erdélyi barokk egyik legpompásabb emléke. Ma a Szépművészeti Múzeumnak ad otthont.
A Fő tér és Wesselényi utca (románul Regele Ferdinand, vagyis Ferdinánd király utca) sarkán áll a Mauksch–Hintz-ház; itt volt a város első gyógyszertára; ma Gyógyszerésztörténeti Múzeum.
A főtérről nyílik a Kismester (románul Bob) utca, itt található a város legrégebbi görögkatolikus temploma.

## Óvár

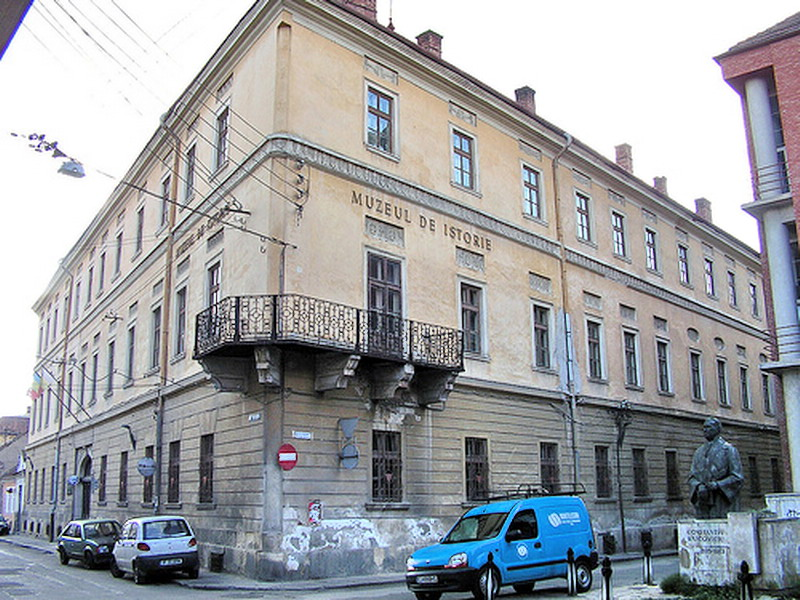
Történelmi Múzeum

A Fő térről a Karolina tér felé vezető utcácskában található Bocskai István szülőháza, jelenleg a Sapientia Erdélyi Magyar Tudományegyetem székháza. Tovább haladva, Mátyás király szülőháza látható, ez jelenleg a Művészeti és Design Egyetem épülete.

### Karolina tér
A Karolina téren (románul Piața Muzeului, vagyis Múzeum tér) több műemlék helyezkedik el: a Karolina-oszlop, a Ferenc-rendi templom és kolostor, illetve itt van a Régészeti és Történelmi Múzeum főépülete is. A múzeum előtt a kolozsvári román történészprofesszor, Constantin Daicoviciu szobra áll. Karolina királyné 1817-ben látogatott Kolozsvárra (férjével, I. Ferenc császárral), és adományt tett a téren álló országos kórház javára, amely 1820-ban a nevét is felvette. A Karolina-oszlop eredetileg a Fő téren állt, csak a Mátyás szobor felállításakor helyezték erre a térre.

## Széchenyi tér
A tér román neve Mihai Viteazul, vagyis Vitéz Mihály. A névadó fejedelem szobra, Marius Butunoiu alkotása a tér közepén áll, körülötte kis park található. A tér északkeleti oldalát az 1960-as években épített tömbház határolja, amelynek földszintjén a város legnagyobb mozija üzemel. A tömbház előtt szökőkút áll, amely azonban az építés után csak rövid ideig üzemelt.
A tér jellegzetes századfordulós épületei a Széki-palota és a Babos-palota.

## Egyetem utca

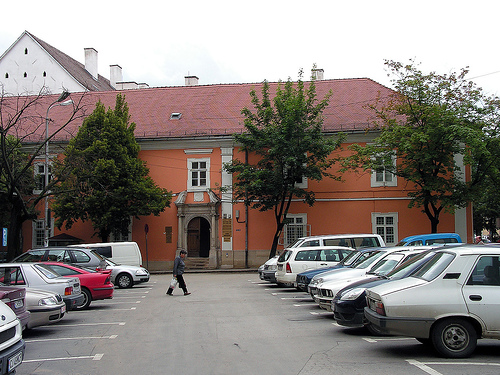
Piarista rendház

A volt Belső Torda utca mai román neve Universității, ami szintén egyetemet jelent. A névadás oka az, hogy a Farkas utcai sarkon van a Babeș–Bolyai Tudományegyetem központi épülete. A következő műemlékek találhatók az utcában:
- Piarista templom
- Piarista rendház
- Báthory–Apor Szeminárium

## Farkas utca

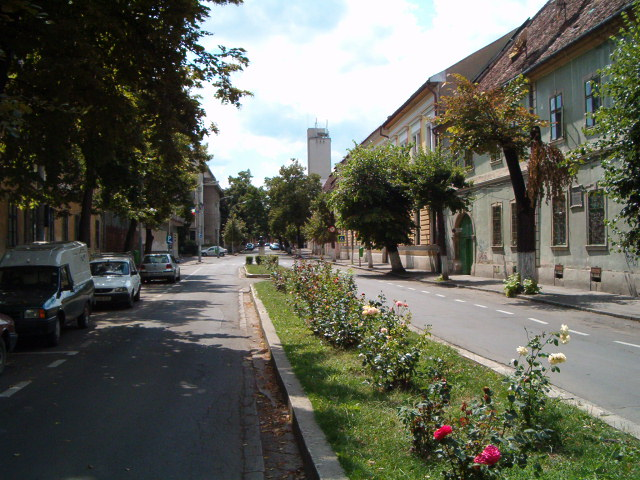
A Farkas utca

A Farkas utca (korábban latinul Platea Luporum) neve a középkorból származik, amikor – még a városfal felhúzása előtt – télen a farkasok idáig bemerészkedtek. Jelenleg Mihail Kogălniceanu nevét viseli.
Az utca legnevezetesebb épülete az 1935-ben lebontott színház volt, a legrégebbi magyar kőszínház. A színház 1804–1821 között közadakozásból épült, Alföldi Antal tervei szerint késő barokk stílusban. A színházat 1865-ben Kagerbauer Antal irányításával klasszicista stílusban építették át. Az utolsó színházi előadást 1906-ban tartották, utána az egyetem vette meg, és raktárként használta. Helyén ma az 1930-as években épült Egyetemiek Háza található; ennek hangversenytermét használja a Kolozsvári Filharmónia.
Az utca nevezetességei:
- Farkas utcai református templom, előtte a Szent György-szobor
- Babeș–Bolyai Tudományegyetem központi épülete
- Báthory István Elméleti Líceum
- Akadémiai Könyvtár
- Teleki-ház
- Református kollégium
- Szabók bástyája

## Unió utca

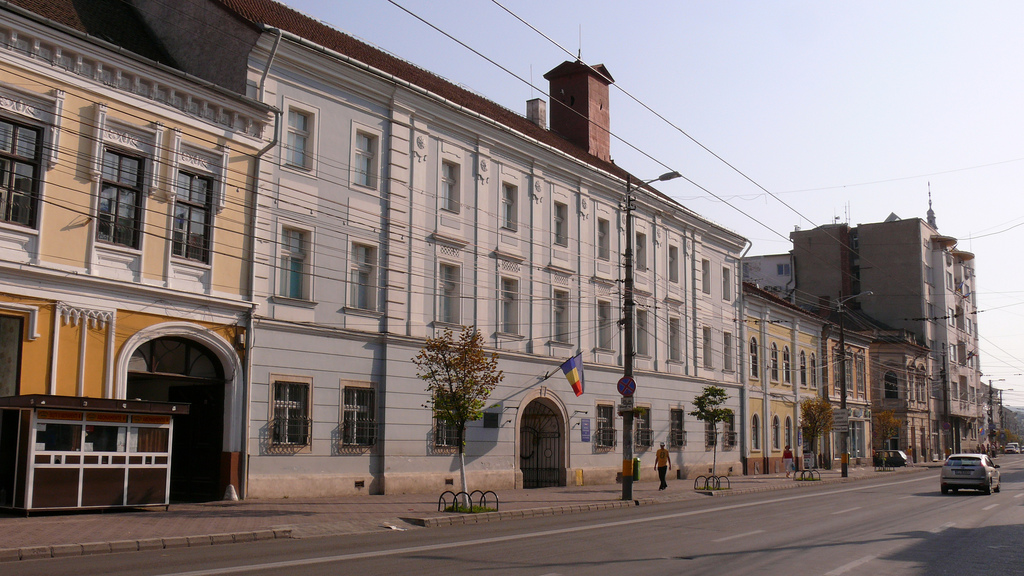
Unió utca, közepén a Néprajzi Múzeummal

Román neve Memorandumului, mivel az utcában található Redut épületében folyt az úgynevezett Memorandum-per. Ugyanebben az épületben mondták ki 1848. május 29-én Erdély egyesülését Magyarországgal, innen származik az utca magyar neve. 1859-ben ebben az épületben alakult meg az Erdélyi Múzeum-Egyesület. Ma a Népművészeti Múzeumnak ad helyet. A műemlék épületek közül figyelemre méltó még a Teleki–Mikes-palota és a Nemes-ház.

## Jókai utca
Román neve Napoca, amely a város római kori neve volt. A Jókai utca és a Fő tér sarkán található a Rhédey-ház. Ez a 17. században épült emeletes ház arról nevezetes, hogy itt tartotta első előadását az 1792-ben alakult Erdélyi Magyar Nemes Színjátszó Társaság. Az eseményt a százéves évfordulón fekete márvány emléktáblán örökítették meg, amelyet Pákey Lajos  tervezett.

## Szent György tér
A tér román névadója Lucian Blaga, a neves román költő. Itt található az Egyetemi Könyvtár. A Diákművelődési Ház 1959–1960-ban épült az egyetemi hallgatók használatára: színházterem, klubhelyiségek, táncterem van benne. A ház freskóit Abodi Nagy Béla készítette. A Diákművelődési Házban van a Napsugár című gyermeklap szerkesztősége is.

## Deák Ferenc utca

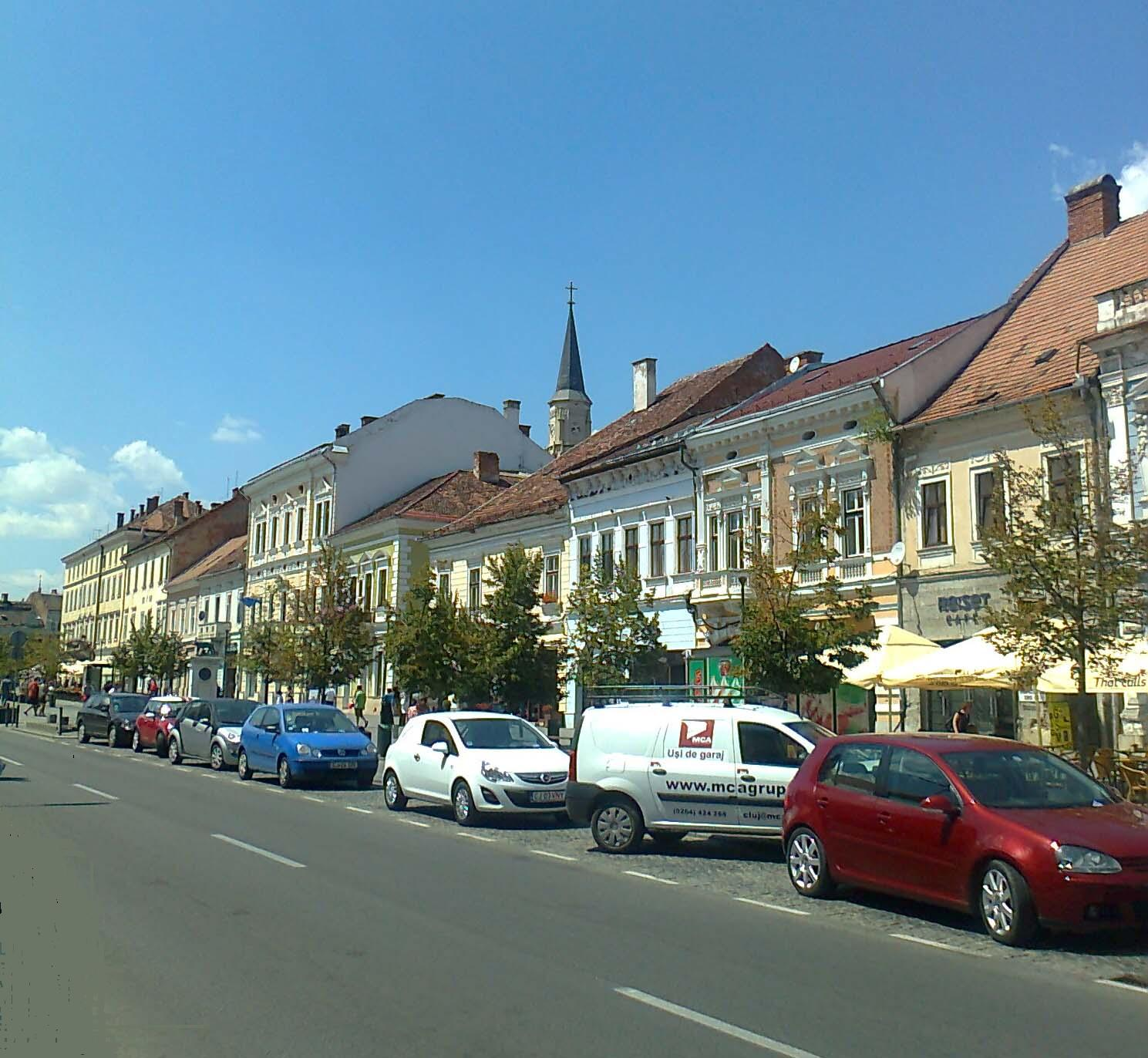
Deák Ferenc utca

Az utca korábbi magyar neve Belső-Közép utca, román neve Petru Groza volt a második világháború utáni első román miniszterelnökről, jelenleg Eroilor, vagyis Hősök utcájának hívják. Látnivalók:
- Kendeffy-palota
- Minorita templom
- Bolyai János szülőháza
- Memorandisták emlékműve

Az utca gyalogos zónájában működik Románia legnagyobb Wi-Fi hotspotja, amely ingyenes hozzáférést biztosít az internethez.

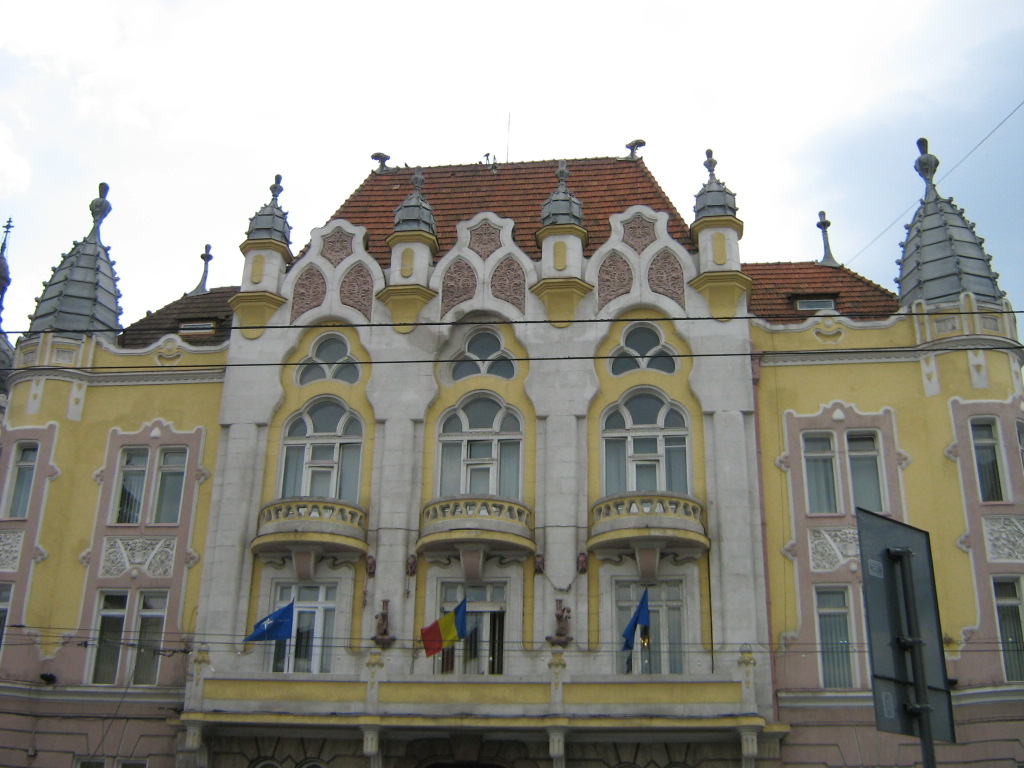
Megyeháza

## Kossuth Lajos utca
A volt Belső Magyar utca, a román rendszerváltás előtti Lenin út mai román neve 21 Decembrie 1989 a romániai forradalomra emlékezve. Műemlékek:
- Lutheránus templom
- Unitárius templom
- János Zsigmond Unitárius Kollégium
- Megyeháza (volt Kereskedelmi és Iparkamara)

## Hunyadi és Bocskai tér

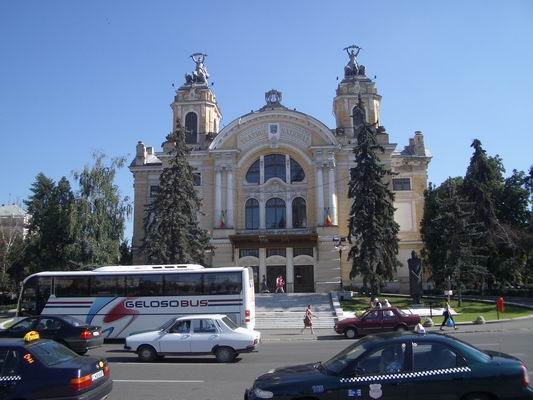
Román Nemzeti Színház

A tér román neve jelenleg Avram Iancu, az 1848-as forradalom során a magyarokkal szembeszálló erdélyi román vezérről, akinek a szobra az ortodox katedrális előtt található. A tér figyelemre méltó épületei:
- Ortodox püspöki palota
- Igazságügyi palota
- Protestáns Teológiai Intézet
- Pénzügyigazgatóság épülete
- Lucian Blaga Nemzeti Színház
- Vasútigazgatóság

## Belvárosi képek

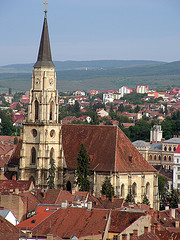
Szent Mihály-templom
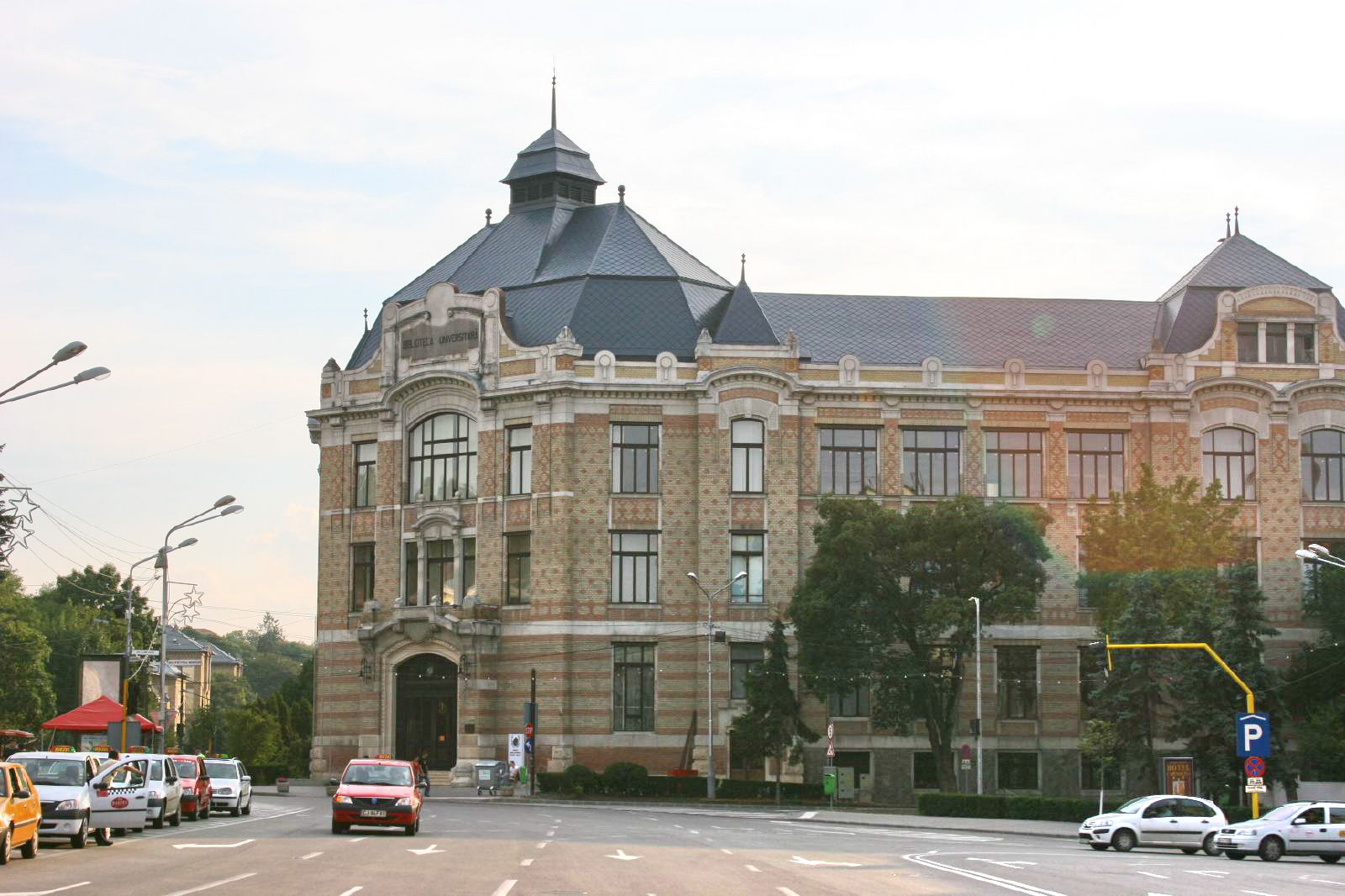
Szent György tér az Egyetemi Könyvtárral
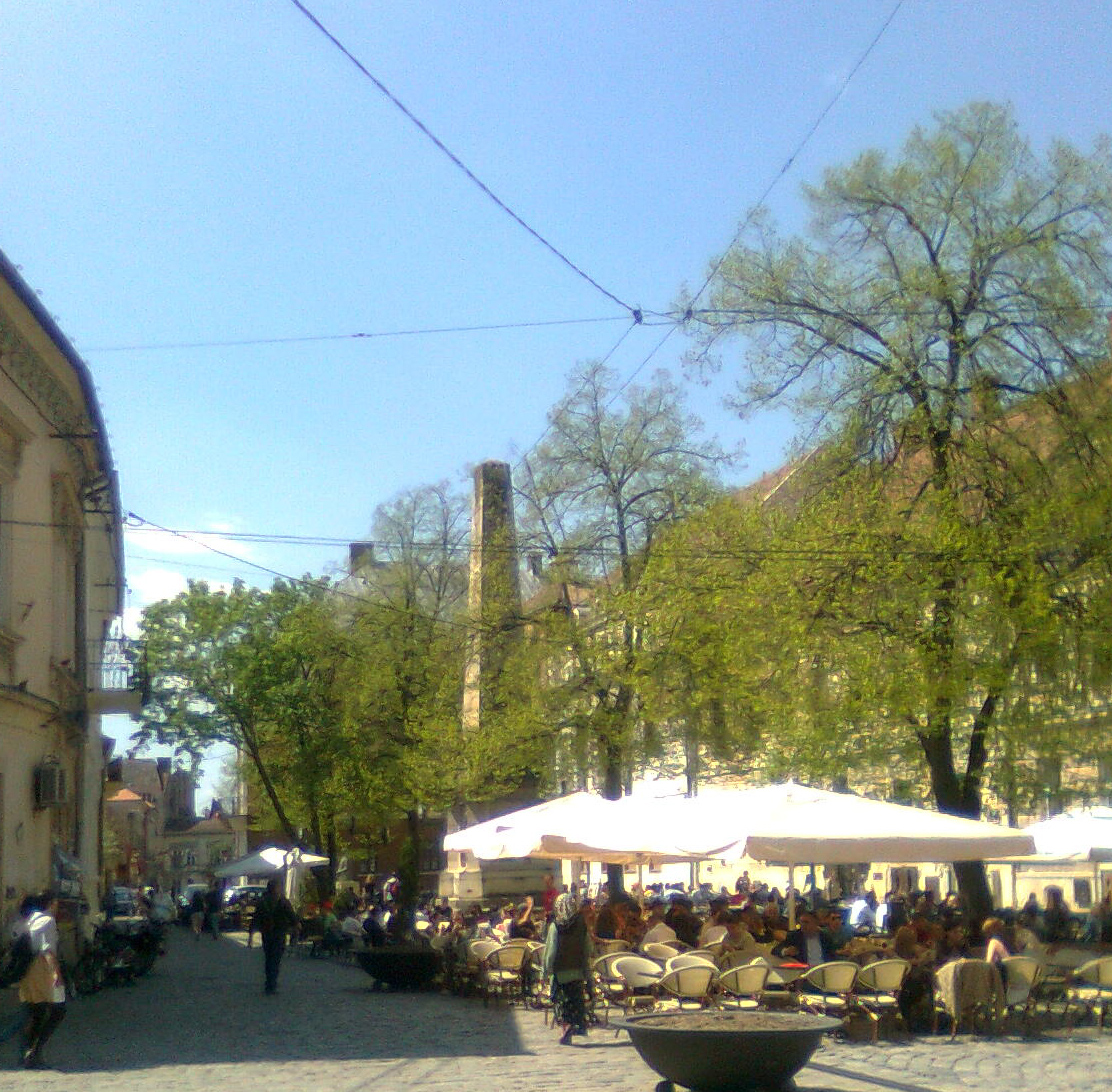
Karolina tér (2013)
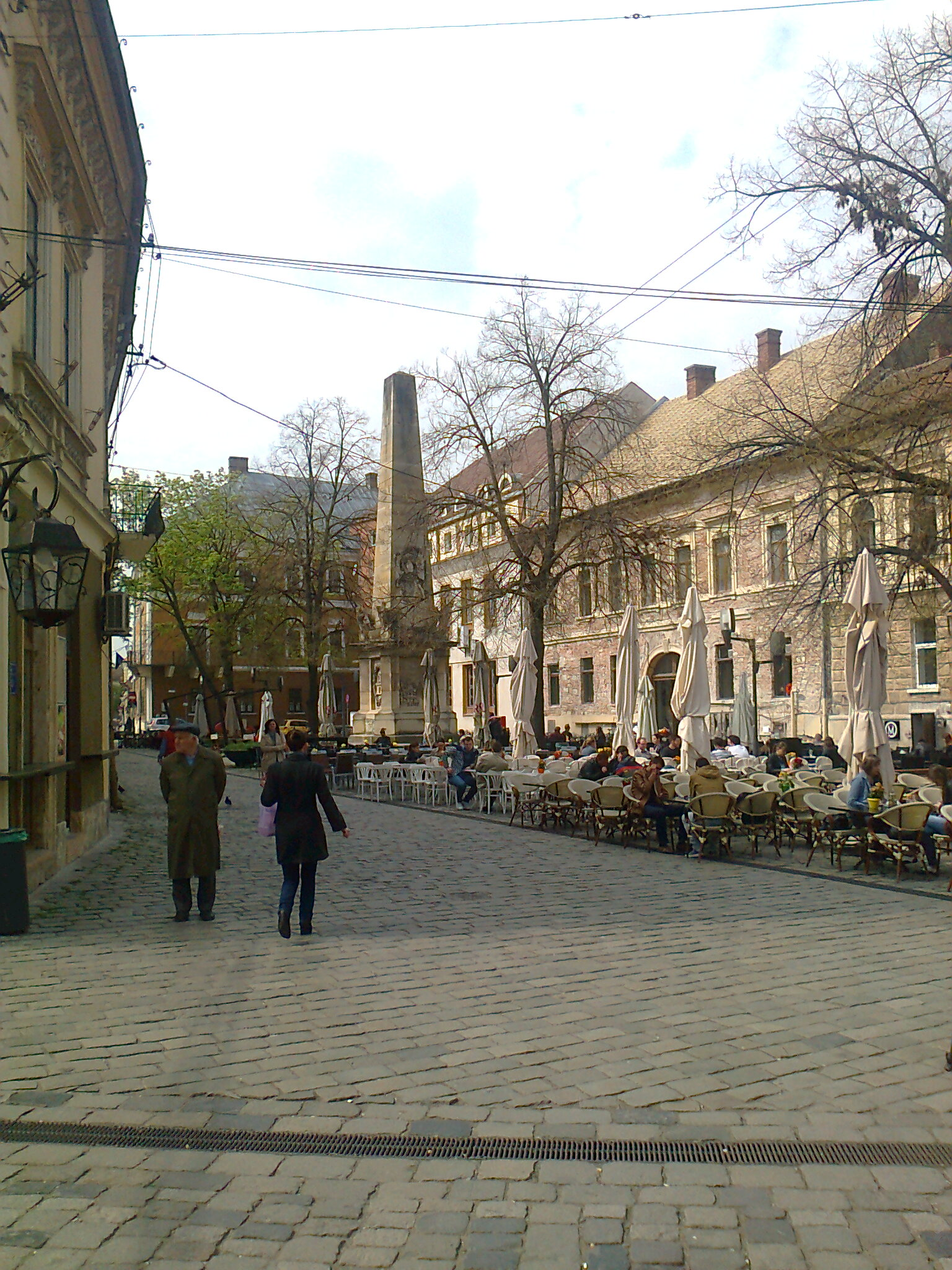
Karolina tér (2014)